# 4-by The Beatles
4-by The Beatles –en Español: «4-de los Beatles»– es el tercer EP de The Beatles lanzado en el 1 de febrero de 1965 en el mercado estadounidedense, y el segundo por Capitol (catalogado como R-5365) en los Estados Unidos.

## Lista de canciones
- Las canciones del EP 4-By The Beatles fueron extraídas del álbum norteamericano Beatles '65 de diciembre de 1964.

| Cara 1 |                                            |                     |          |  |
| N.º    | Título                                     | Vocalista principal | Duración |  |
| 1.     | «Honey Don't» (Carl Perkins)               | Starr               | 2:56     |  |
| 2.     | «I'm a Loser» (John Lennon-Paul McCartney) | Lennon              | 2:31     |  |

| Cara 2 |                                                   |                     |          |  |
| N.º    | Título                                            | Vocalista principal | Duración |  |
| 1.     | «Mr. Moonlight» (Johnson)                         | Lennon              | 2:35     |  |
| 2.     | «Everybody's Trying to Be My Baby» (Carl Perkins) | Harrison            | 2:24     |  |